# Mercato di Sant'Ambrogio
Il Mercato di Sant'Ambrogio si trova in piazza Ghiberti a Firenze.

## Storia
I progetti urbanistici di Giuseppe Poggi prevedevano, dopo la distruzione del Mercato Vecchio, la creazione di tre più moderni poli di vendita al dettaglio in altrettante zone del centro storico: il Mercato Centrale in San Lorenzo, il mercato di Sant'Ambrogio e un mai realizzato mercato di San Frediano. Nel mercato di Sant'Ambrogio dovevano confluire le attività del mercatino della piazza di San Pier Maggiore.
Approfittando della zona secolarizzata dell'"Ortone" già delle monache di Santa Verdiana, si progettò una piazza, piazza Ghiberti, al centro della quale fu costruito uno stabile da mercato in ghisa e vetro da parte di Giuseppe Mengoni, autore anche del mercato Centrale, sebbene qui si usò una scala molto più piccola. Il mercato fu inaugurato nel 1873. Forse una progettazione che sottostimava le esigenze del rione, si resero poi necessari maggiori spazi, che si risolsero creando una serie di quattro pensiline attorno alla struttura principale, sicuramente prive di un qualsiasi disegno estetico, usate fuorti dagli orari di mercato come posteggio.
Pur avendo perso nel 1955 il ruolo di mercato generale per la costruzione del nuovo mercato ortofrutticolo nell'area di Novoli, il padiglione continua ancora oggi a svolgere un ruolo fondamentale di vendita (e non solo di frutta e verdura) per la popolazione residente nella zona. Al 1984 si data un intervento di ristrutturazione e soprattutto di consolidamento, resosi necessario per l'evidenziarsi di gravi dissesti nelle strutture metalliche e di alcune fratture nelle colonne in ghisa, tanto da sollevare preoccupazione circa la sicurezza dell'edificio.

## Descrizione
Il mercato si svolge tutte le mattine (esclusi i festivi), in parte all'aperto, con banchi di abbigliamento ed alimentari, ed in parte al chiuso, per altri generi alimentari e punti di ristorazione.
Le pareti esterne sono in muratura sino all'altezza di circa tre metri, divise da una serie di colonne in ghisa che servono da struttura portante per la parte superiore, chiusa da pannelli in ferro con ampie griglie, secondo modalità prossime a quelle applicate per San Lorenzo. Il tetto del padiglione, anch'esso in ferro, mostra allo stesso modo griglie per consentire l'aerazione dell'intero ambiente.